# مابيالا براندون
مابيالا براندون (بالفرنسية: Mabiala Brandon)‏ هو لاعب كرة قدم فرنسي في مركز الوسط، ولد في 5 نوفمبر 1989 في إيسي ليه مولينو في فرنسا. لعب مع FK Baník Most 1909 ‏.